# Фане, Антон
Антон (Энтони) Фане (нем. Anton Fahne; 28 февраля 1805, Мюнстер - 12 января 1883, замок Фахненбург близ Дюссельдорфа) — немецкий юрист , историк, специалист по генеалогии, прозаик, искусствовед, коллекционер.

## Биография
Изучал медицину в Боннском университете и право в Берлинском университете . 
Автор нескольких генеалогических и местных исторических сочинений. Фане участвовал в создании  Historischen Verein für den Niederrhein (Исторического общества Нижнего Рейна) в 1854 году.

## Избранные публикации
- «Die Dynasten, Freiherren und Grafen von Bocholtz» (Кельн, 1856—62);
- «Die Herren und Freiherren von Hoevel» (ib., 1860);
- «Die Grafschaft und freie Reichsstadt Dortmund» (1845—59);
- «Forschungen aus dem Gebiet der rheinischen und westfälischen Geschichte» (1864—75);
- «Denkmale und Ahnentafeln in Rheinland und Westfalen» (Дюссельдорф, 1879—83);
- «Der Karneval in Rücksicht auf verwandte Erscheinungen» (Кельн, 1854);
- «Livland. Ein Beitrag zur Kirchen- und Sittengeschichte» (Дюссельд., 1875).